# Pycnocoma reticulata
Pycnocoma reticulata är en törelväxtart som beskrevs av Henri Ernest Baillon. Pycnocoma reticulata ingår i släktet Pycnocoma och familjen törelväxter.
Artens utbredningsområde är Madagaskar. Inga underarter finns listade i Catalogue of Life.